# Chelidonium hylomeconoides
Chelidonium hylomeconoides är en växt i skelörtsläktet inom familjen vallmoväxter. Populationen listades en längre tid som synonym till skelört (Chelidonium majus), och sedan senare 2010-talet godkänns den som art.
Chelidonium hylomeconoides förekommer i Sydkorea samt på flera tillhörande öar. Den hittas i kulliga områden och i bergstrakter mellan 90 och 1320 meter över havet. Denna skelört hittas främst som undervegetation i lövskogar som bildas av Carpinus tschonoskii, Zelkova serrata och Quercus serrata. Ibland kan barrträd som japansk tall vara inblandade. Arten kan även växa på öppna ställen.
Denna skelört är inte sällsynt, men skogsavverkningar och regionens omvandling till jordbruksmark kan påverka beståndet negativt. IUCN listar arten som livskraftig (LC).